# Hydromanicus sitahoanus
Hydromanicus sitahoanus är en nattsländeart som beskrevs av Malicky 1997. Hydromanicus sitahoanus ingår i släktet Hydromanicus och familjen ryssjenattsländor. Inga underarter finns listade i Catalogue of Life.